# Florence Shirley Patterson Jones
Florence Shirley Patterson Jones (Newmarket, Ontario, 26 de març de 1913 - Urbana, Illinois, 18 de desembre de 2000) va ser una astrònoma canadenca-estatunidenca.

## Formació científica
Nascuda a Newmarket (Ontario), Florence Patterson era filla de William i Florence Patterson. Va obtenir els títols de grau en matemàtiques i física a la Universitat de Toronto el 1935. L'any següent va treballar en un projecte a l'Observatori David Dunlap, i va obtenir un màster a Toronto amb un treball titulat Stellar wavelengths from spectrographs of small dispersions. El 1938 es va traslladar a Massachusetts i va treballar a l'Observatori de la Universitat Harvard, essent es seus tutors Harlow Shapley i Cecilia Payne-Gaposchkin. El 1939 va rebre finançament de la Royal Society of Canada i el 1940 d'una beca Pickering. Patterson va completar el seu treball de doctorat en astronomia al Radcliffe College el 1941, amb una tesi titulada Surface photometry of external galaxies. La seva tesi va guanyar el premi Caroline Wilby «al millor treball original en qualsevol departament» a Radcliffe el 1941.

## Carrera professional
Patterson va rebre la medalla d'or de la Royal Astronomical Society of Canada el 1935. Durant la Segona Guerra Mundial va treballar en una empresa de fabricació de vidre òptic a Toronto (Research Enterprises Ltd.), assegurant la qualitat en la producció de visors, periscopis i telèmetres. Va dir als seus companys: «Quan el món s'estabilitzi de nou, tornaré a l'astronomia; però, mentrestant, no només faré la meva part perquè aquest món sigui segur per a la cultura aplicant la tècnica que he après en astronomia, sinó que també estaré adquirint un coneixement d'instruments que em farà ser una millor astrònoma.»
Després de la guerra, es va traslladar als Estats Units a causa dels canvis professionals del seu marit. Ella va treballar com a professora o investigadora al Museu de Ciències de Buffalo, a la Universitat de Buffalo, a l'Observatori de Harvard, al Wellesley College, a l'Institut Carnegie de Tecnologia (avui dia, Universitat Carnegie Mellon) i al Trinity College de Hartford (Connecticut), depenent d'on treballava el seu marit. Va ser membre de l'American Astronomical Society, la Royal Astronomical Society of Canada i l'American Association for the Advancement of Science. La seva activitat professional va centrar-se sobretot en la docència i, tot i haver col·laborat en recerca astronòmica —especialment amb Donald Menzen i David Dunlap— les seves publicacions científiques són escasses.
Patterson Jones també va ser una teixidora experta; portava vestits fets amb teles que havia teixit ella mateixa, exposava les seves obres i després de jubilar-se com a astrònoma ensenyava a teixir. Va ser membre del Gremi de Teixidors de Boston, els Filadors i Teixidors de Champaign, els Teixidors de Cross Country, el Gremi de Teixidors d'Amèrica i els Teixidors Complex.

## Vida personal
Patterson es va casar amb el físic canadenc Donald A. Jones el 1942. Van tenir dues filles: Lorella i Irene. La filla gran, Lorella M. Jones, (1943-1995) va ser la primera dona catedràtica de física a la Universitat d'Illinois i activista per fomentar els estudis de física en les dones. La menor, Irene Jones, va ser investigadora biomèdica al Laboratori Nacional Lawrence Livermore a Califòrnia, d'on es va jubilar el 2011.
Florey Shirley Patterson Jones va morir de càncer a Urbana (Illinois) el 18 de desembre de 2000, als 87 anys.